# Pierre Moscovici
Pierre Moscovici (Francouzská výslovnost: [pjɛʁ mɔskɔvisi], Rumunská výslovnost: [moskoˈvitʃʲ]; * 16. září 1957, Paříž) je francouzský politik, člen Parti socialiste (PS), bývalý evropský komisař pro hospodářské a měnové záležitosti, daně a celní unii v Evropské komisi vedené Jean-Claude Junckerem a od června 2020 první předseda francouzského Nejvyššího účetního dvora (Cour des comptes).
V obdobích 1994 až 1997 a 2004 až 2007 byl členem Evropského parlamentu. Od června 1997 do května 2002 zastával úřad ministra pro evropské záležitosti ve vládě Lionela Jospina. Od roku 1997 byl zástupcem departementu Doubs ve francouzském národním shromáždění. Ve vládě Jean-Marca Ayraulta zastával od 16. května 2012 do 2. dubna 2014 pozici ministrem ekonomie, financí a zahraničního obchodu. Po kabinetních změnách po parlamentních volbách 2012 se stal ministrem financí – zahraniční obchod přešel pod Nicole Bricqovou.

## Životopis
Je synem Serge Moscoviciho a psychoanalytičky Marie Bromberg-Moscovici. Má mladšího bratra.
Studoval na Lycée Condorcet a poté na Institut d’études politiques de Paris (Sciences Po) ekonomické vědy a politologii, kde v roce 1978 získal Diplôme d’études approfondies. Ve studiu pokračoval v letech 1982 – 1984 na École nationale d’administration (ENA).

## Vyznamenání
- komtur Řádu rumunské hvězdy – Rumunsko, 1999[2]
- velkodůstojník Národního řádu lva – Senegal, 2013 – udělil prezident Macky Sall[3]
- rytíř Řádu čestné legie – Francie, 27. března 2016[4]
- velkokříž Řádu prince Jindřicha – Portugalsko, 6. prosince 2018[5]
- komtur Záslužného řádu Maďarské republiky – Maďarsko
- velký záslužný kříž s hvězdou Záslužného řádu Spolkové republiky Německo – Německo
- velkodůstojník Řádu Oranžsko-Nasavského – Nizozemsko
- komtur Národního řádu Pobřeží slonoviny – Pobřeží slonoviny
- velkodůstojník Řádu za zásluhy Polské republiky – Polsko
- velkokříž Řádu Fénixe – Řecko
- velkodůstojník Řádu Karla III. – Španělsko
- komtur I. třídy Řádu polární hvězdy – Švédsko

## Publikační činnost
- L'heure des choix, pour une économie politique (spoluautor François Hollande), Odile Jacob, 1991.
- À la recherche de la gauche perdue, Calmann-Levy, 1994.
- Quelle économie pour quel emploi? kolektiv autorů, L` Atelier, 1995.
- L'urgence, plaidoyer pour une autre politique, Plon, 1997.
- Au cœur de l'Europe, le Pré aux Clercs, 1999.
- L'Europe, une puissance dans la mondialisation, Seuil, 2001.
- Un an après, Grasset, 2003.
- Les 10 questions qui fâchent les Européens, Perrin, 2004.
- L'Europe est morte, vive l'Europe, Perrin, 2006
- La France dans un monde dangereux : de l'exception à l'influence, Plon, 2006
- Le liquidateur, Hachette 2008
- Mission impossible ? Comment la gauche peut battre Sarkozy en 2012, Paříž, Le Cherche midi, 2009
- Défaite interdite, Flammarion, 2011.